# La Famille Addams (dessins humoristiques)
Pour les articles homonymes, voir La Famille Addams.
Ne doit pas être confondu avec Famille Adams.

Logo officiel de la franchise.

La Famille Addams (en anglais The Addams Family) est une famille de personnages de cartoons (dessins humoristiques) de Charles Addams publiés à partir de 1938 dans le magazine américain The New Yorker et dont le succès fut tel qu'il donna naissance à deux longs métrages, deux films d'animation, sept séries télévisées — dont deux animées —, une comédie musicale jouée à Broadway et qui connut également une tournée internationale, plusieurs jeux vidéo, un jeu de flipper, un  jeu d'arcade ainsi que de nombreux produits dérivés.

## Origine et analyse

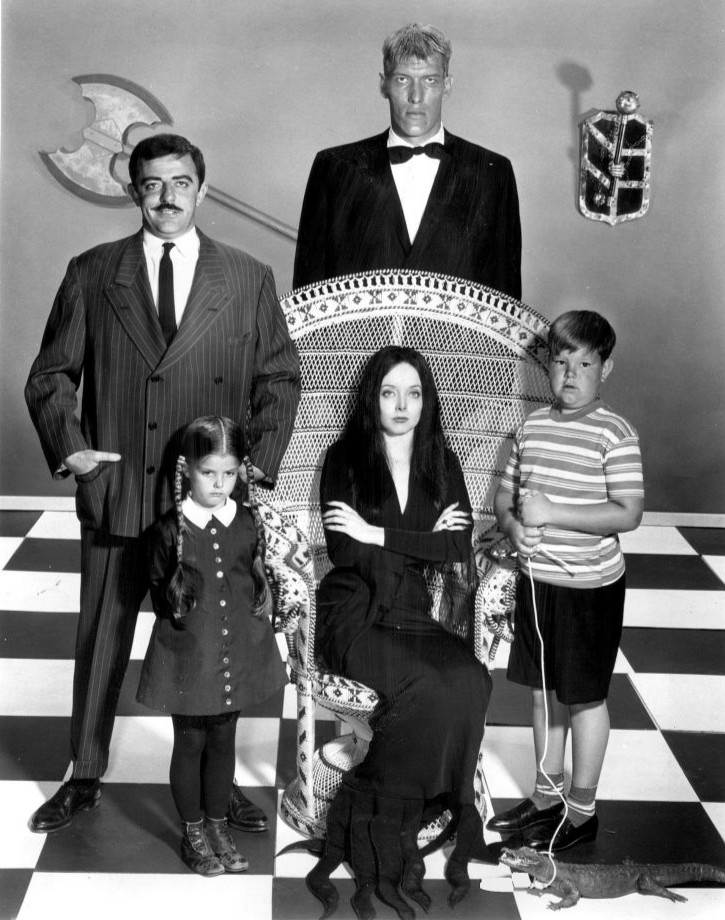
La famille Addams, dans la version cinématographique de 1964.

Les membres de la famille Addams sont une inversion satirique de la famille américaine idéale du XXe siècle : un clan aristocratique riche et étrange qui se délecte du macabre et ne se soucie pas que les autres les trouvent bizarres ou effrayants.
Les personnages qui la composent ne sont pas nés tous en même temps, c'est un groupe d'individus qui s'est progressivement agrandi et n'a émergé comme véritable famille que plusieurs années après la première apparition de chaque personnage. Par ailleurs, leur nom de famille, Addams, ne résulte pas d'un choix artistique conscient, mais s'est simplement imposé en référence au nom de leur créateur. Quant aux prénoms, les membres de la famille n'en ont pas non plus à l'origine. Ils n'ont été baptisés avec les noms qu'on leur connaît que pour la série télévisée La Famille Addams (The Addams Family) en 1964.
Selon Robert Mankoff (en), un cartooniste et éditeur du New Yorker qui a connu l'auteur, Charles « Chas » Addams aurait été l'un des premiers à réaliser à quel point l'incongruité pouvait être tolérée dans un dessin et fonctionnerait alors comme une blague. En cela, il pense qu'Addams révèle un penchant pour un type d'humour dadaïste qui est maintenant courant dans les dessins de presse et sur Internet.
Mankoff note que l'effet comique le plus utilisé dans La Famille Addams est la reprise du familier pour l'inverser. Il pense que l'auteur se réjouissait de renverser nos hypothèses sur la normalité et la relation au bien et au mal, notamment en s'arrangeant pour que le lecteur s'identifie à cette famille étrange et pas aux gens normaux qu'elle côtoie (« il nous fait partager temporairement leurs valeurs et douter des nôtres »). Selon lui, Charles Addams a puisé dans cette veine du gothique américain qui touche au paranoïaque : voyant derrière chaque façade réconfortante, la vérité inconfortable de la dualité de la nature humaine. Mais d'après lui, là où la littérature gothique combinait généralement ce thème avec la romance, Addams rendait l'horreur hilarante. Elle est dérangeante, mais en même temps amicale, identifiable et acceptable.
| Image externe |                                                       |
|               | La famille Addams au complet (dessin de Chas Addams). |

## Influence de l’œuvre
La Famille Addams a eu une profonde influence sur la bande dessinée, le cinéma et la télévision américaine. Mankoff pense que l'on peut voir l'influence directe du travail d'Addams sur de nombreux dessinateurs, notamment Gahan Wilson. Toujours selon lui, les films qui combinent humour et horreur comme Les Griffes de la nuit (A Nightmare on Elm Street), lui sont également redevables.
Par ailleurs, le site PopMatters souligne que la mère de famille, Morticia, était gothique « avant que le goth ne soit considéré comme cool », et a donc eu une influence évidente sur les futures icônes de la culture pop comme Elvira et Siouxise du groupe Siouxsie and The Banshees. Enfin Carl Barks, l'un des dessinateurs les plus influents de l'histoire de la bande dessinée et créateur majeur du monde des canards Disney, a avoué s'être inspiré entre autres de Morticia, lors de la création de la sorcière Miss Tick (Magica De Spell), ennemie de Picsou.

## Publications
- The New Yorker : 1938 - 1988
- La Famille Addams - À l'origine du mythe, Huginn & Muninn, 2016, 224 p.  (ISBN 978-2-364-80495-1) (BNF 45297797)[8]